# Suho oko
Suho oko (Keratoconjunctivitis sicca - skrajšano KCS, iz lat. siccus 'suho') je bolezensko stanje, za katerega so značilne suhe oči. Tipični simptomi so pordele in pekoče oči ter občutek tujkov v očeh, ki ga povzroča motnja pri tvorjenju solzne prevleke. Ta motnja v prevleki zrkla ima lahko izvor v nezadostni proizvodnji solzne tekočine ali pa v nepopolni sestavi triplastne solzne prevleke. Zdravi se s higieno robov vek, nadomestki za solze, lipozomskim razpršilom za oči in, če je treba, z drugimi sredstvi. Če se KCS ne zdravi, lahko poleg vztrajnih, deloma zelo bolečih težav pride do stalnega ojačevanja vnetnih procesov v očeh, posledica pa je dodatna suhost oči, ki samo še dodatne krepi vnetne procese, vse do trajnih poškodb oči, če gre za resno bolezen.
Izraz »keratoconjunctivitis sicca« je leta 1930 prvi uporabil švedski okulist Henrik Sjögren v okviru raziskave Sjögrenovega sindroma.

## Možni vzroki
- delo pred zaslonom (Sindrom oči v uradu, oči igralcev računalniških iger)
- onesnaženost okolja
- kontaktne leče
- nizka zračna vlažnost (na primer zaradi klimatske naprave)
- hormonske spremembe kot je starostno pomanjkanje testosterona
- zdravila, npr. beta-zaviralci, kontracepcijske tablete ali zdravljenje z anti-androgeni in zaviralci androgen sinteze, npr. pri raku prostate, ali dolgotrajna raba izdelkov za rast las na podlagi teh snovi.
- vnetje robov vek (blefaritis)
- rosacea
- alergije
- zavrnitvena reakcija ob presaditvi matičnih celic
- avtoimunske bolezni (na primer Sjögrenov sindrom[2], revmatoidni artritis in lupus)
- pomanjkanje vitamina A
- operacija oči, npr. laserska korekcija vida, kirurška odstranitev sive mrene, refrakcijska kirurgija

K vnetnim procesom, ki vzdržujejo stanje, prispeva neravnovesje zunajcelične DNA in dejavnosti nukleaz na površini očesa. Bolniki imajo povečano odmiranje celic roženice, ki izločajo zunajcelično DNA, ta pa sproži imunski odziv. Obenem je zavrta sinteza nukleaz, ki bi razgrajevale to DNA, zaradi česar se kopiči na površini očesa.